# Мура, Факундо
Факу́ндо Му́ра (исп. Facundo Mura; родился 23 марта 1999, Хенераль-Рока, провинция Рио-Негро) — аргентинский футболист, защитник клуба «Расинг» (Авельянеда).

## Клубная карьера
Мура — воспитанник клуба «Эстудиантес». 10 марта 2019 года в матче против «Химансии Ла-Плата» он дебютировал в аргентинской Примере. 29 октября в поединке против «Росарио Сентраль» Факундо забил свой первый гол за «Эстудиантес». В начале 2021 года Мура был арендован клубом «Колон». 23 февраля в матче против «Сан-Лоренсо» он дебютировал за новую команду. 

## Международная карьера
В 2019 года в составе молодёжной сборной Аргентины Мура принял участие в молодёжном чемпионате Южной Америки в Чили. На турнире он сыграл в матчах против Парагвая, Эквадора, Колумбии и Бразилии.
В том же году Мура принял участие в молодёжном чемпионате мира в Польше. На турнире он сыграл в матчах против команд Португалии, Южной Кореи и Мали.